# Azteca Uno
Azteca Uno (раніше відомий як Azteca Trece) — мексиканська комерційна телевізійна мережа, що належить TV Azteca, має понад 100 передавачів по всій країні. Azteca Uno транслює на віртуальному каналі 1. Програмування Azteca Uno доступне в Мексиці через супутник через Sky і Dish Network, а також через усі мексиканські кабельні системи.

## Популярні програми

### Серіали
- Без права на кохання
- Вовчиця
- Жінка з ароматом кави
- Спадкоємиця

## Логотип

Логотип використовувався з 2018 по 2020 рік.
Логотип використовувався з 2020 по 2023 рік.
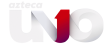
Логотип використовувався з 2023 по 2024 рік.
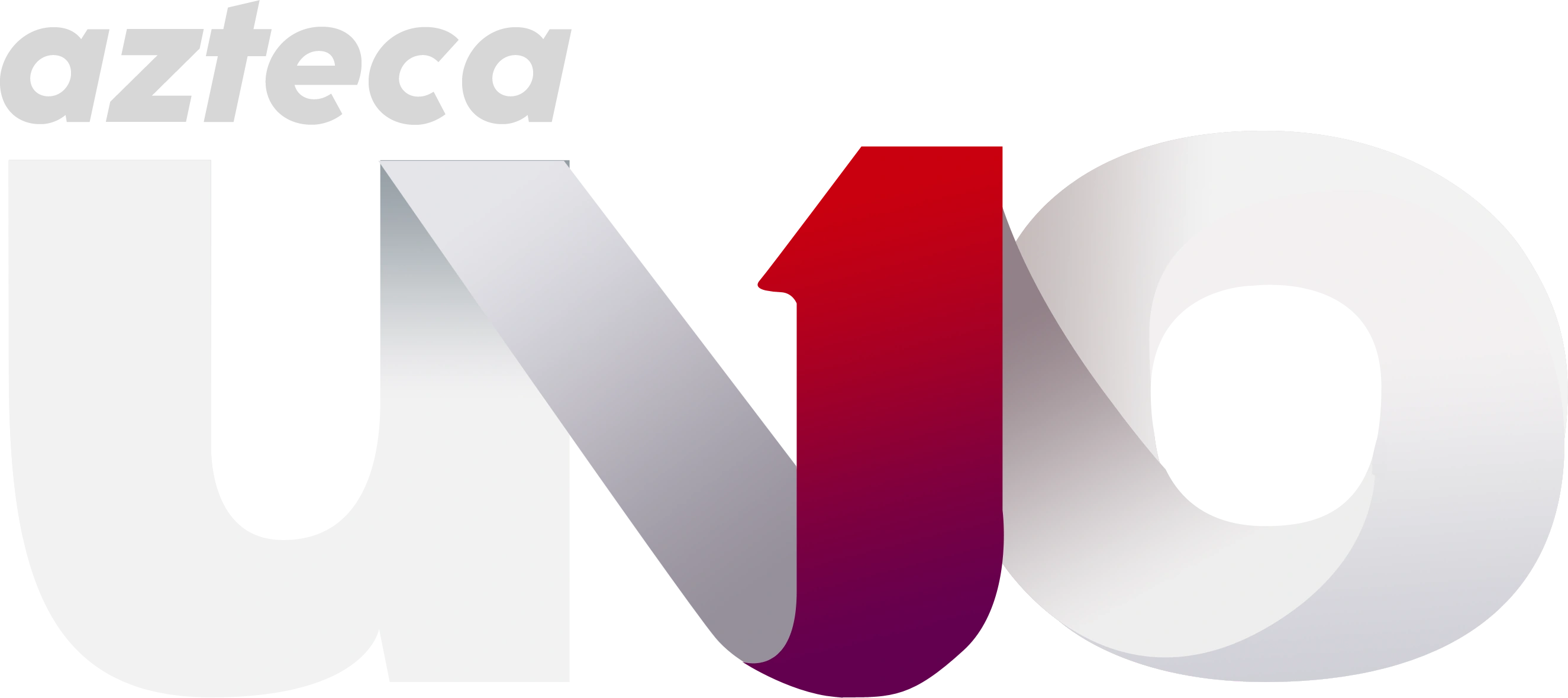
Логотип використовувався з 2024 по 2025 рік.